# Burgemeestersverkiezingen van New York 2025
De burgemeestersverkiezingen van de Amerikaanse stad New York van 2025 bestaan uit Democratische voorverkiezingen op 22 juni 2025, gevolgd door algemene verkiezingen op 4 november 2025. Op die dag zijn er samenvallende verkiezingen voor verschillende bestuursniveaus in de VS.

## Voorverkiezing Democratische Partij
Zittend Democratisch burgemeester Eric Adams koos er in april 2025 voor niet bij de Democratische voorverkiezing op te komen, maar onafhankelijke kandidaat te zijn. Er wordt bij deze Democratische voorverkiezingen gebruik gemaakt van het alternative vote-kiessysteem (ranked choice).
Prominente kandidaten waren Andrew Cuomo, Zohran Mamdani en Brad Lander.
De Democratische voorverkiezing op 22 juni haalde Mamdani volgens voorlopige resultaten de overwinning, waarna Cuomo hem feliciteerde. Dat resultaat werd enkele dagen later officieel bevestigd.

## Kandidaat Republikeinse Partij
Door de Republikeinse Partij werd geen voorverkiezing gehouden. Op 13 februari 2025 werd Curtis Sliwa, die in 2021 de Republikeinse voorverkiezing gewonnen had, opnieuw aangeduid als kandidaat.

## Algemene verkiezing
Kandidaten in de algemene verkiezing, zijn:
- Eric Adams, zittend burgemeester, als onafhankelijke
- Zohran Mamdani als Democraat en voor de Working Families Party
- Andrew Cuomo, als onafhankelijke na een nederlaag in de Democratische voorverkiezing
- Curtis Sliwa als Republikein
- Jim Walden als onafhankelijke.

1886 · 1897 · 1901 · 1903 · 1905 · 1909 · 1913 · 1917 · 1921 · 1925 · 1929 · 1932 · 1933 · 1937 · 1941 · 1945 · 1949 · 1953 · 1957 · 1961 · 1965 · 1969 · 1973 · 1977 · 1981 · 1985 · 1989 · 1993 · 1997 · 2001 · 2005 · 2009 · 2013 · 2017 · 2021 · 2025